# Орден Зірки Непалу
Орден Зірки Непалу (Nepal Taradisha) — державна нагорода Непалу. Був започаткований королем Трібхуваном 29 листопада 1918 року. До складу ордену входять Суверен, Гранд майстер і рядові члени. Для рядових членів існує п'ять класів нагороди.

## Найвідоміші нагороджені
- Г'янендра
- Бірендра
- Клод Окінлек
- Вінстон Черчилль
- Тенцинг Норгей
- Арчибальд Вейвелл
- Луїс Маунтбеттен